# Pin-up

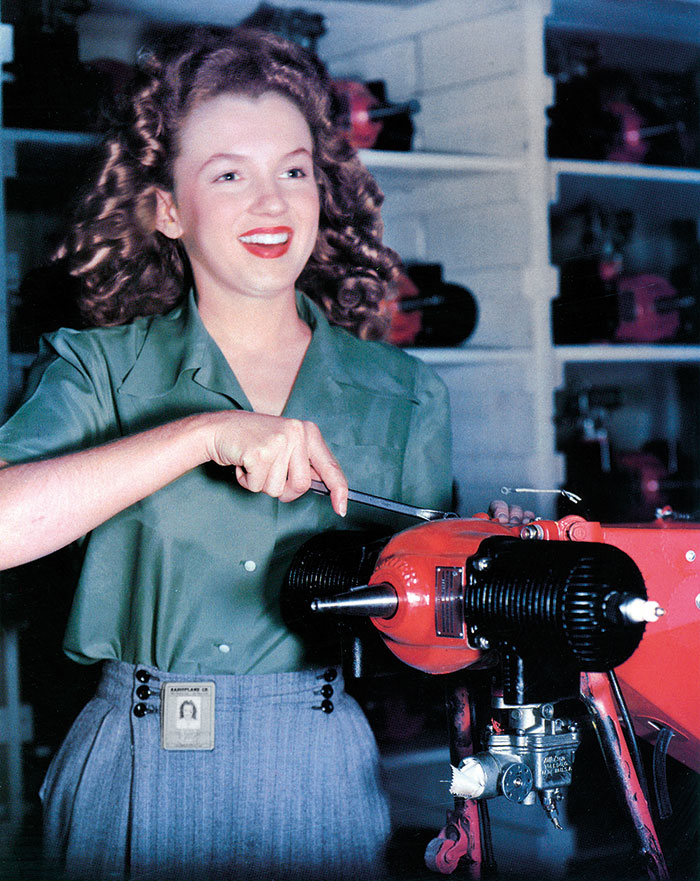
Marilyn Monroe, damals noch Norma Jeane Dougherty, posiert für das Armeemagazin Yank, the Army Weekly (1944). Das Magazin mit einer Auflage von 2,6 Mio. war vor allem wegen seiner Pin-up-Fotos bei den Soldaten beliebt.

Ein Pin-up ist ein Bild, das üblicherweise eine Frau in erotischer Pose zeigt und an eine Wand geheftet wird.

## Bedeutung
Das Typische der Pin-ups („anheften“) ist, dass sie häufig an die Wand geheftet werden. Häufige Formen sind Kalenderbilder und „Centerfolds“ (= doppelseitige oder noch größer ausfaltbare, herausnehmbare Poster in/aus der Mitte von Magazinen oder Zeitschriften).

## Geschichte

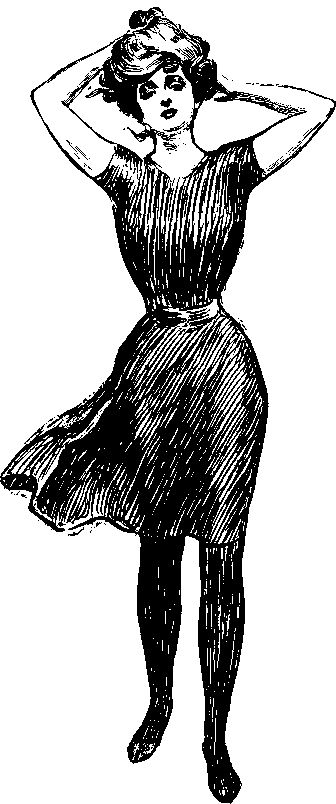
Erstes Pin-up von Charles Dana Gibson (1887)

Die Pin-up-Art, welche die Definition als Kunstform erst in den 1980er Jahren erhielt, wurde bis dahin als Illustration betrachtet. So wurden Groschenromane, Zeitschriften- und Magazincover – auch die Titelseiten von seriösen Magazinen wie der „Times“ – mit Pin-ups illustriert. Die von Raphael Kirchner in den 1910er Jahren geschaffenen Graphiken, die in teilweise hohen Stückzahlen als Ansichtskarten verkauft wurden, können als frühe Form gelten. Man kann die Pin-ups als Alltagskunst bezeichnen, denn sie wurden etwa von den 1920er Jahren bis in die 1970er Jahre von einer breiten Bevölkerungsschicht durch die eben erwähnten Medien, aber auch durch Werbeplakate oder abgebildet auf anderen Gegenständen in millionenfacher Anzahl rezipiert. Pin-ups eigneten sich damit auch als massenwirksames Medium für Kriegspropaganda, „die sich eindeutig erotisch aufgeladener Bilder bedient“ um das eigene Lager anzuspornen.
Millionenfach führten im Zweiten Weltkrieg US-Soldaten Pin-up-Bilder mit sich. Der 20th Century-Fox-Fotograf Frank Powolny fotografierte 1943 Betty Grable als Pin-up-Girl im Badeanzug von hinten, wobei sie den Betrachter schelmisch über die Schulter anlächelt. Das Foto war das beliebteste Pin-up-Foto der amerikanischen Soldaten im Zweiten Weltkrieg und war in deren Spinden allgegenwärtig. Es gilt als Ikonographisch für diese Zeit. 20th Century-Fox nutzte diesen Ruhm 1944 für den Film Pin up Girl.

## Nose Art

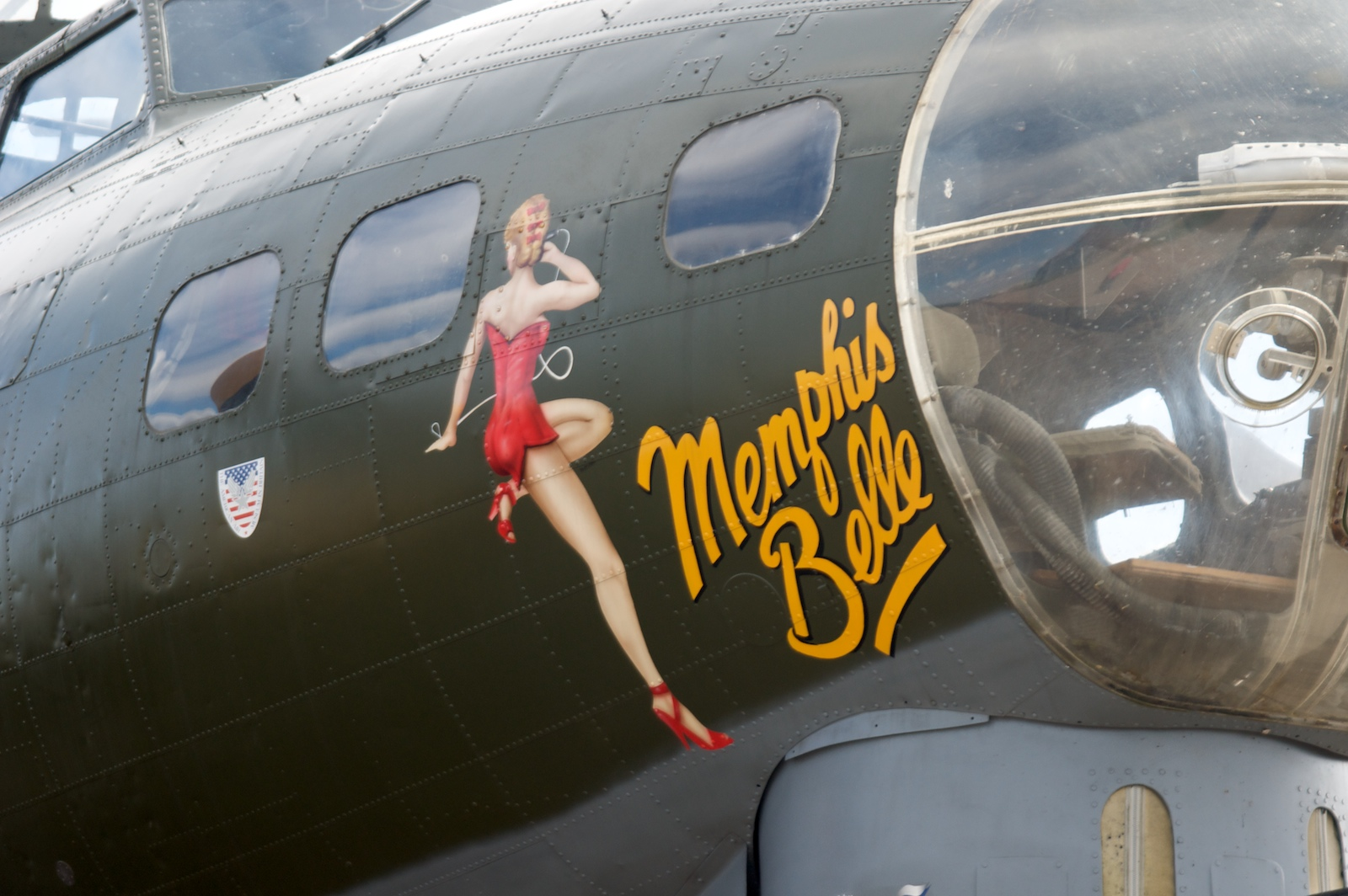
Die Pin-up-Bild-Vorlage für die Memphis Belle („Die Schöne aus Memphis“), die von Corporal Tony Starcer als Nose art auf das Flugzeug Memphis Belle aufgemalt wurde, stammt von George Petty und wurde als Centerfold Pin-up bei Esquire im April 1941 veröffentlicht.

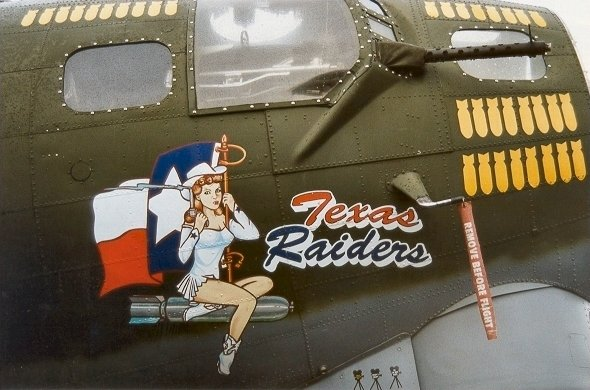
Pin-up-Girl, das auf einer Bombe reitet, an einem B-17-Bomber

Im Zweiten Weltkrieg und auch im Koreakrieg erhielt die Pin-up-Art eine ganz neue Verbreitung im Bereich der „Nose art“, also bei der Bemalungen von Kampfflugzeugen insbesondere bei der USAAF. Neben Comic-Figuren und martialischen Allegorien waren dabei Bilder von Pin-up-Girls besonders verbreitet, oft wurden die Maschinen dann auch nach den Pin-up-Girls benannt oder die Motive so gestaltet, dass sie den fiktiven Charakter der Maschine verkörperten, den ihr die Besatzungsmitglieder zuordneten. Vielfach wurden dabei Drucke von Pin-up-Girls als Vorlage verwendet, es gab jedoch auch zahlreiche individuelle Motive, die von künstlerisch begabten Besatzungsmitgliedern oder Mechanikern geschaffen wurden. Viele Piloten und Besatzungsmitglieder übertrugen diese Bilder auf den Rücken ihrer Fliegerjacken, um die Zugehörigkeit zu einem bestimmten Flugzeug zu verdeutlichen.
Die bekannteste Maschine mit einer solchen Pin-up-Identität war die Memphis Belle, ein Bomber vom Typ Boeing B-17 der 8. US-Luftflotte, die 1942 und 1943 insgesamt 25 Ziele in Deutschland und dem besetzten Frankreich bombardierte.
Nose Art ist auch heute noch verbreitet, vor allem bei Einheiten in Kampfeinsätzen, aber klassische Pin-up-Girls sind weitestgehend verschwunden.

## Form

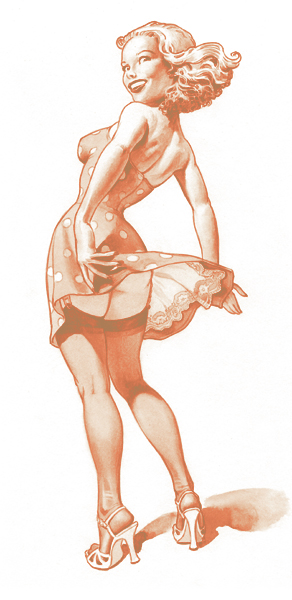
Pin-up von Patrick Hitte

Auf den Bildern sind meist hübsche, junge Frauen in verschiedenen Posen zu sehen. Meist haben diese Bilder erzählende, sentimentale, romantische oder patriotische Aspekte. Sie zeigen Szenen des Alltagslebens der Mädchen, in denen ihnen manchmal kleine Missgeschicke passieren. Die Szenen sind häufig erotischer Natur, aber eher andeutend als enthüllend. Selbst wenn scheinbar Einblicke gewährt werden (z. B. unter einen vom Wind empor gehobenen Rock), sind diese der Fantasie des Betrachters überlassen und bilden nichts wirklich deutlich ab. Normalerweise sind die Pin-up-Girls leicht bekleidet, es werden aber in Ausnahmefällen auch ganz oder teilweise nackte Mädchen dargestellt.
Der ganze Bereich der Pin-up-Art ist geprägt von der Tatsache, dass es sich bei den Bildern so gut wie immer um Auftragsarbeiten handelt, die z. B. für große Kalenderverlage wie Brown & Bigelow gefertigt wurden. Die angestellten Künstler malten die Bilder nach Vorgaben und Wünschen ihrer Auftraggeber und waren daher weniger frei in der Gestaltung der Pin-ups. Auch die relative Harmlosigkeit der Bilder in sexueller Hinsicht resultiert vorwiegend zum einen aus den jeweiligen zeitgenössischen Zensurregeln, zum anderen aus den Vorstellungen der Verlage, die ihre Produkte so populär wie möglich gestalten wollten, um sie gut und gewinnbringend vermarkten zu können. Die Künstler malten die Pin-ups als Reproduktionsvorlagen oft in Öl auf Leinwand oder Karton, manche benutzten auch Pastell oder Gouache. Meistens waren die naturalistisch gestalteten Pin-up-Girls auf bestimmten Formaten gemalt (Gil Elvgren malte für Brown and Bigelow alle Arbeiten in den Abmessungen 76 cm × 61 cm), weil sie für den Nachdruck einheitlich sein sollten. Oft wurden einzelne Motive auch mehrfach, in veränderter Form oder von einem anderen Künstler teilweise übermalt oder noch einmal in einem anderen Zusammenhang benutzt, denn die Eigentumsrechte der Bilder besaßen in der Regel die Auftragsfirmen, die diese nicht als Kunst betrachteten und sparsam mit den vorhandenen Motiven umgingen.

## Sonstiges
Möglicherweise das bekannteste Pin-up-Girl war Bettie Page, die Mitte der 1950er Jahre tätig war, deren Ruhm sich aber bis in die Gegenwart fortsetzt, wie etwa die Filmbiographie The Notorious Bettie Page zeigt. Der Ruhm des Zeichners Eric Stanton und des Fotografen Irving Klaw gehen auf die Zeit zurück, in der sie mit Bettie Page zusammengearbeitet haben.

## Kategorien

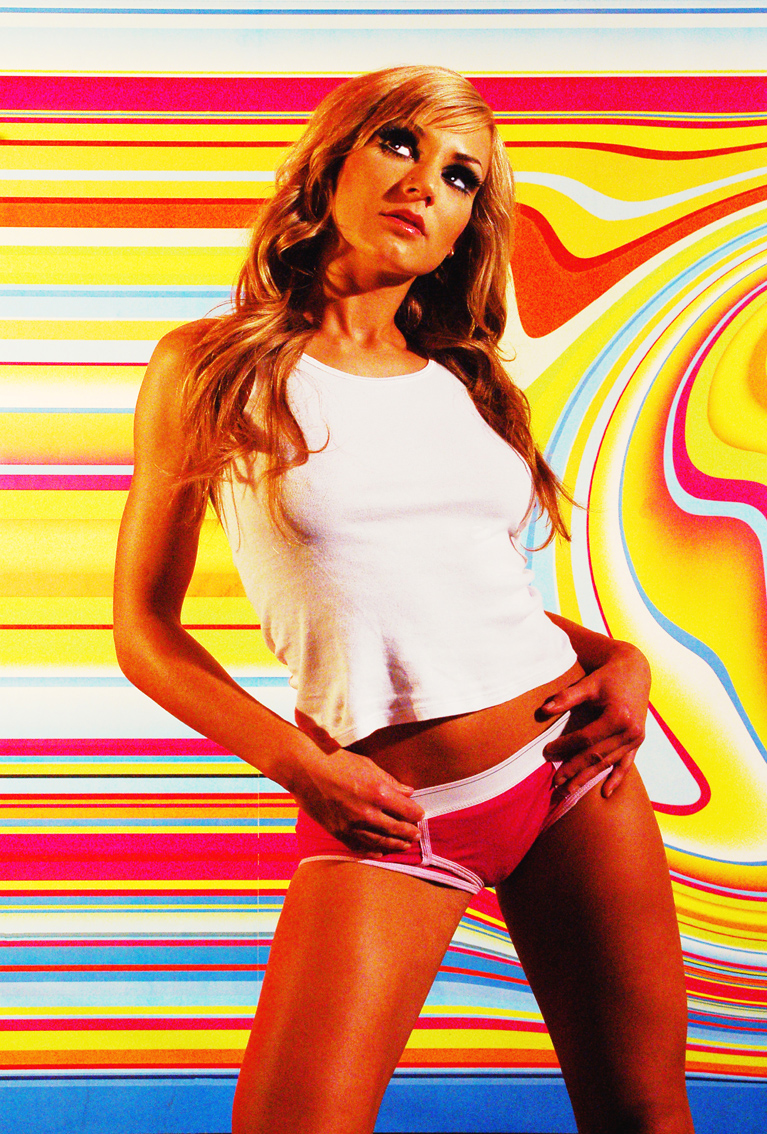
Bild im Stil von Pin-up

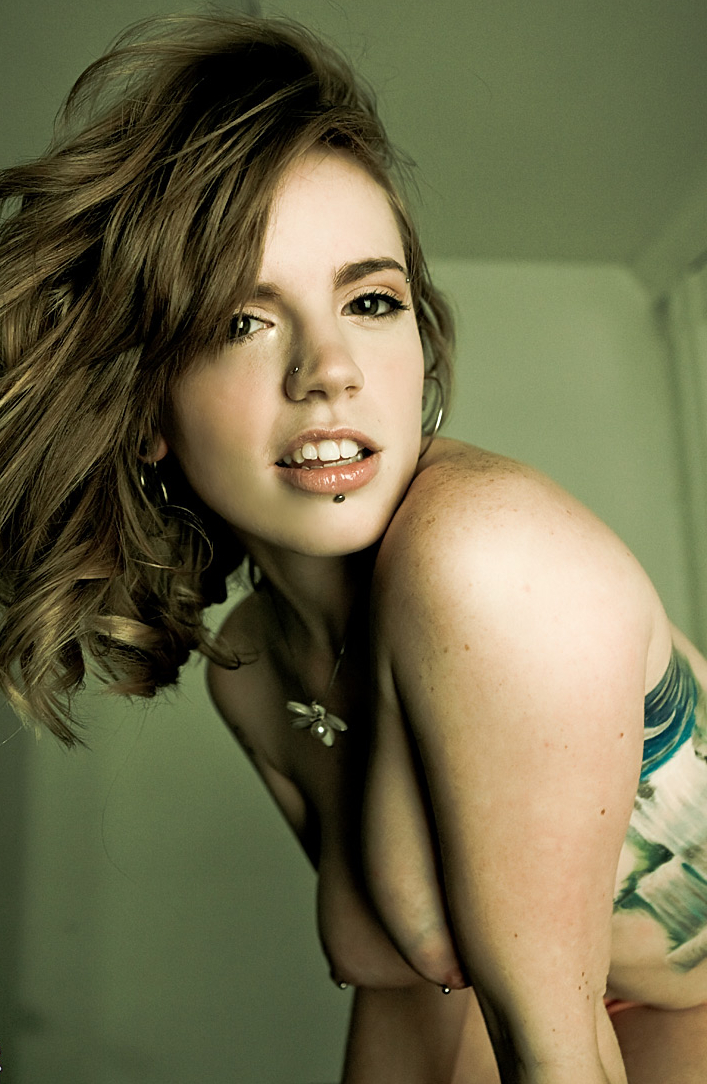
Modernes Pin-up der SuicideGirls

Man kann die Illustrationen mit dem Motiv schöner Frauen in drei Kategorien unterteilen, deren Grenzen zum Teil fließend ineinander übergehen.

### Pin-up
Ein Pin-up ist ein Ganzfigurenbild mit einem erzählerischen Element. Die Frau auf dem Bild trägt entweder ein figurbetontes Kleidungsstück, das sie außer Haus tragen kann (z. B. Badeanzug, Sportdress oder ein knappes Kleidchen) oder etwas Provokantes, Intimes wie ein Negligé oder Dessous. Nackte Pin-ups sind hingegen, wie bereits erwähnt, die Ausnahme.

### Glamour-Girl
Die nächste Kategorie, das Glamour-Girl, ist entweder ein Ganz- oder ein Brustbild. Die dargestellte Frau trägt gewöhnlich ein Abendkleid oder ein Kostüm, das weniger freizügig ist als die Bekleidung der Pin-up.

### Pretty-Girl
Die dritte Kategorie ist die der Pretty-Girls. Sie wurden von Illustratoren gezeichnet, die für „seriöse“ Zeitschriften tätig waren. Die Frauen auf den Bildern waren im Glamour-Stil gemalt. Die Bezeichnungen „Pin-up-Kunst“ und „Glamour-Kunst“ beziehen sich also auf Künstler, die sich auf diese Sparte spezialisiert hatten. Unter „Pretty-Kunst“ versteht man fast immer Motive von Künstlern, die sich normalerweise auf andere Genre konzentrierten.

## Pin-up-Kalender
Für den Brown-&-Bigelow-Kalender malte Gil Elvgren 1952 seine Pin-ups nach Aktstudien, die er selbst fotografiert hatte. Erstmals 1964 erschien der Pirelli-Kalender, der nicht käuflich zu erwerben ist. Inzwischen gibt es unzählige Nachahmer.

## Bekannte Pin-up-Künstler (Auswahl)

### Künstler
- Joyce Ballantyne (1918–2006)
- Olivia de Berardinis (* 1948)
- Roy Best
- Al Buell (1910–1996)
- Forest Clough (1910–1985)
- Howard Connolly (1903–1990)
- Edward D’ancona
- Peter Driben (1902–1968)
- Harry Ekman (1923–1999)
- Freeman Elliot (* 1922)
- Gil Elvgren (1914–1980)
- Harrison Fisher (1875–1934)
- Pearl Frush
- Charles Dana Gibson (1867–1944)
- Patrick Hitte
- Romain Hugault (* 1979)
- Joseph Christian Leyendecker (1874–1951)
- Mike Ludlow (1921–2010)
- Zoe Mozert (1907–1993)
- Knut O. Munson (1900–1967)
- Marco Nietlisbach (* 1983)
- Mayo Olmstead (* 1925)
- Walt Otto (1895–1963)
- George Petty (1894–1975)
- Mel Ramos (1935–2018)
- Bill Randall (* 1911)
- Arthur Sarnoff (1912–2000)
- Haddon Sundblum (1899–1976)
- Alberto Vargas (1896–1982)

### Modelle
- Betty Brosmer (* 1935)
- Jeanne Carmen (1930–2007)
- Gladys Cooper (1888–1971)
- Betty Grable (1916–1973)
- Eva Lynd (* 1937)
- Marilyn Monroe (1926–1962)
- Bettie Page (1923–2008)
- Zoe Scarlett (* 1984)
- Dita Von Teese (* 1972)